# 山薮羚
山藪羚（學名Tragelaphus buxtoni），又名山地羚，是埃塞俄比亞的一種羚羊。牠們生活在埃塞俄比亞中部高海拔的林地。

## 特徵
山藪羚肩高1米及重150-300公斤，公羚比雌羚明顯大很多。牠們呈灰褐色，有些隱約可見白色的斑紋，其毛色會隨年齡變深，腹部較為淺色。公羚的角扭曲1-2轉，角長少於1米。

## 生態
山藪羚是東非大裂谷東南方埃塞俄比亞高原的特有種，生活在北緯6-10°。牠們以往曾分佈在Gara Muleta山，東至Shashamene及南至巴萊地區南部；現時牠們主要分佈在貝爾山國家公園。牠們棲息在海拔2000米以上的林地、石楠地及叢林，有時更會走到海拔4000米以上。牠們主要吃草及灌木。牠們是以4-6隻群居的，有時可以多達13隻以上，成員為雌羚及幼羚，並一頭老公羚。
目前只有約2500頭山藪羚，其威脅主要是來自侵占牠們棲息地的人類。